# Żgħażagħ Azzjoni Kattolika
Żgħażagħ Azzjoni Kattolika(ŻAK)는 몰타의 가톨릭 행동의 일환으로, 청소년 단체이다. 이는 몰타에서 로마 가톨릭 교회의 넓은 국가 단체이다. ŻAK는 가톨릭 대중 청소년 단체인 Fimcap의 회원이다.

## 현황 및 조직
로마 가톨릭 신앙이 몰타에서 우세하기 때문에 몰타 가톨릭 행동의 청소년 부서인 ŻAK는 몰타에서 가장 중요한 청소년 단체 중 하나이다. 유럽 이민 및 청소년 이민 파트너쉽과 유럽 위원회는 ŻAK(몰타 국가 청소년 협의회, 몰타 스카우트, 몰타 가이드와 함께)을 젊은이들의 필요와 기대에 대한 실질적인 지식을 갖춘 주요한 청소년 비정부 기구 중 하나로 리스트업했다. ŻAK는 몰타 커뮤니티 체스트 펀드에서 자금 지원을 받을 수 있는 38개 단체 중 하나이다. 또한, 2005년에는 ŻAK가 국가 청소년 인식상을 수상하기도 했다.

## 설명 및 활동
ŻAK는 몰타 가톨릭의 한 분과로, 영적, 사회적, 개인적 발전을 위한 프로그램을 제공하는 것이 목적이다. 이 과정의 목표는 개인이 자신의 정체성을 확립하고 하나님과 타인과의 관계에 참여할 수 있도록 하는 것이다. ŻAK의 구조는 청소년 지도자와 다른 청소년들이 청소년 활동을 관리하고 청소년들의 그룹 모임 및 여름 캠프와 같은 다른 활동을 조직하는 데 도움을 주는 역할을 한다.
2016년에는 몰타에서 크라코프로의 세계 청년의 날 순례를 조직한 적이 있으며 이 순례를 조직하기 위해 캐릭터 스시문나 대주교로부터 위임을 받았다.
ŻAK는 2018년에 FIMCAP 의 EuroCourse를 주최하기도 했다.

## 추가 자료
- 기독교 교리 학회